# Guillermo Céspedes del Castillo
Guillermo Céspedes del Castillo, (Teruel, 1 de agosto de 1920-Madrid, 15 de octubre de 2006). Historiador americanista español. Es considerada la máxima autoridad en las instituciones políticas, la sociedad y economía de la América Virreinal. Académico de la Historia desde 1990. 

## Biografía
Realizó sus estudios universitarios de Historia durante la posguerra en la Universidad de Sevilla, graduándose en 1944. En 1945 se diploma en Estudios Americanos, y en 1946 se doctora en la Universidad de Madrid. Fundó con otros investigadores la Escuela de Estudios Hispano-Americanos de Sevilla. En 1948, es profesor adjunto en la Universidad de Sevilla como profesor adjunto y en 1949 catedrático de la misma.
Su tarea investigadora se centró en el Archivo General de Indias, y, desde 1951 (cuando el régimen franquista empieza a salir del aislamiento internacional) la complementa con archivos extranjeros, viajando a Iberoamérica y en 1959 a Estados Unidos, donde fue invitado del Centro de Estudios Avanzados de la Brookings Institution (1962). Profesor visitante en la State University of New York at Stony Brook (1965-1967) y después de la Universidad de California, en San Diego, de la que ha sido profesor emérito hasta su fallecimiento. Regresa a España en 1975 como catedrático de Historia de los descubrimientos geográficos en la Universidad Complutense. Publica la Antología de Textos y documentos de la América Hispánica.
En 2002 recibió la Gran Cruz de la Orden de Isabel la Católica.

## Otras obras
- La avería en el comercio de Indias, 1945.
- Lima y Buenos Aires. Repercusiones económicas y políticas de la creación del virreinato del Plata, 1946.
- Reorganización de la Hacienda virreinal peruana en el siglo XVIII, 1953.
- Tomo III de la Historia social y económica de España y América (Jaime Vicens Vives, dir. Barcelona, 1957), capítulos sobre las Indias en los siglos XVI y XVII
- América Hispánica (1492-1898), Barcelona, Labor, 1983 (tomo VI de Historia de España dirigida por Manuel Tuñón de Lara); (Madrid, M. Pons, 2008)
- La Independencia de Iberoamérica: La lucha por la libertad de los pueblos, Anaya S.A, 1988
- La exploración del Atlántico, 1991
- Historia de la América virreinal
- Virreinato peruano: documentos para su historia (en colaboración con M. Moreyra Paz-Soldán), 3 vols.
- América Latina colonial hasta 1650, México, 1975
- Latin America. The Early Years, Nueva York, 1974
- Guillermo Céspedes, Gonzalo Anes Álvarez (1992). El tabaco en Nueva España. Real Academia de la Historia.
- Guillermo Céspedes (1999). Ensayos sobre los reinos castellanos de Indias. Real Academia de la Historia. ISBN 9788489512528.
- Guillermo Céspedes, ed. (2007). Colón en el mundo que le tocó vivir. Real Academia de la Historia. ISBN 9788495983879.

| Predecesor: Juan de Mata Carriazo y Arroquia | Real Academia de la Historia. Medalla 5 1990 - 2006 | Sucesor: Feliciano Barrios Pintado |